# Constantin Mihăilescu
Constantin Mihăilescu (n. 4 aprilie 1959) este un om politic din Republica Moldova, care a îndeplinit funcția de ministru al ecologiei și resurselor naturale (2004-2008).

## Biografie
Constantin Mihăilescu s-a născut la data de 4 aprilie 1959, în satul Cîrpești din raionul Cantemir. A urmat studii la Facultatea de Geografie și Biologie din cadrul Institutului Pedagogic de Stat din Tiraspol (1976-1981) și apoi cursuri de doctorat la Institutul de Geografie din Moscova, din cadrul Academiei de Științe a URSS (1982-1987).
Ulterior a urmat cursuri de perfecționare organizate de Centrul de Limnologie, Universitatea Minnesota - Minneapolis (1994), cursuri organizate de Școala academică internațională „Ecologia Europea", Academia de Științe și Agenția Generală a Apelor, Strasburg - Franța (1997), cursul de „Managementul ecologic, fondraisingul și atragerea publicului în activitățile ecologice", Institutul pentru investigații publice și Fundația Bathory din Varșovia (1998), cursul de "Dezvoltarea capacităților ONG-urilor ecologice", Centrul Regional de Mediu (REC) din Budapesta (1999), cursul de „Managementul ecologic și participarea publicului în luarea deciziilor de mediu", Institutul Democratic și Grune Liga din Berlin (1999), cursul de „Variabilitatea climei și conservarea biodiversității" în cadrul Programului de colaborare științifică Copernicus, Muzeul de Istorie Naturală și Universitatea Sorbona din Paris (2000), precum și cursuri de „Evaluarea ecologică și monitorizarea impactului activităților" (2000, 2001, 2002).
După absolvirea institutului, a lucrat ca profesor de geografie la Școala nr. 1 din satul Cioburciu (raionul Slobozia). În anul 1987 a obținut titlul științific de doctor în științe geografice, specialitatea Geologie și Geomorfologie. Revenit de la Moscova, a lucrat la Catedra de geografie fizică generală a Universității de Stat din Tiraspol, ca asistent (1986-1988) și ca lector superior (1989-1990).
În anul 1990 este încadrat ca cercetător științific superior la Institutul de Geografie al Academiei de Științe a Moldovei. Între anii 1992-1998 a îndeplinit funcția de șef de laborator și secretar științific al aceluiași institut. În anul 1996 a obținut titlul academic de cercetător științific superior, specialitatea Protecția mediului și utilizarea rațională a resurselor naturale. Apoi, în anul 1998, a devenit Doctor habilitat în geografie, în aceeași specialitate.
Recunoscut ca specialist în probleme de mediu, Constantin Mihăilescu a îndeplinit funcțiile de consultant principal al Comisiei Parlamentare pentru Cultură, Știință, Învățământ și Mijloace de informare în masă din Parlamentul Republicii Moldova (1998-1999), coordonator în dezvoltarea capacităților instituționale ale ONG-urilor Ecologice, Centrul Regional de Mediu (REC-Moldova), Program al Uniunii Europene și SUA (1999-2000) și Director Executiv al Asociației Științifice INQUA-Moldova și Coordonator în protecția mediului al CNFA (2000-2004).
La data de 19 martie 2004, prin Decretul Președintelui Republicii Moldova, a fost numit în postul de ministru al ecologiei și resurselor naturale.
În baza votului de încredere acordat de Parlament, prin Decretul Președintelui Republicii Moldova, la 19 aprilie 2005, Constantin Mihăilescu a fost reconfirmat în funcția de ministru al ecologiei și resurselor naturale. A îndeplinit această funcție până la data de 27 februarie 2008.
El vorbește limbile engleză, franceză și rusă. Este căsătorit și are un copil.

## Activitatea științifică
Constantin Mihăilescu a participat la elaborare a circa 140 de lucrări științifice, inclusiv 7 monografii, cărți și un brevet de invenție. Preocupările sale științifice vizează următoarele domenii:
- Protecția mediului și utilizarea rațională a resurselor naturale regionale
- Agricultura durabilă și căile de dezvoltare a agriculturii ecologice în Moldova
- Evaluarea ecologică a impactului antropic asupra solurilor, apelor, aerului și biodiversității
- Protecția societății față de manifestarea hazardelor naturale și posibilitățile extinderii predicțiilor meteo- și hidroclimatice regionale
- Monitorizarea calității apei, solurilor și aerului și perfectarea măsurilor de protecție
- Extinderea ariilor protejate și dezvoltarea turismului ecologic etc.

De asemenea, Constantin Mihăilescu este membru al Consiliului de Experți al Comisiei Superioare de Atestare și a două Consilii Specializate de susținere a tezelor de doctor și doctor habilitat în domeniul ecologiei (Institutul Național de Ecologie) și protecției mediului și utilizării raționale a resurselor naturale (Institutul Geografie al AȘM), precum și reprezentant național în Comitetul Internațional pentru Cercetări Cuaternaristice (INQUA) și Climatice (Climate Europe Network).
I s-au conferit următoarele premii:
- Premiul Institutului de Geografie al Academiei de Științe a URSS (pentru tinerii cercetători) (1985)
- Premiul de Stat al Republicii Moldova în domeniul științei (pentru tinerii cercetători) (1992)
- Premiul Prezidiului Academiei de Științe a Moldovei (pentru tinerii cercetători) (1992)
- Diploma de onoare a Institutului de Geografie al Academiei de Științe a României (1994)